# Maksymalna masa startowa
Maksymalna masa startowa (MTOW – ang. Maximum Take-off Weight lub MTOM – ang. Maximum Take-off Mass) – maksymalna masa, przy której dany samolot jest certyfikowany do lotu. Jest ona stała i niezmienna, wyznaczona podczas procesu certyfikacji. Nie jest zależna od temperatury, elewacji lotniska, czy długości pasa.